# Port lotniczy Raufarhöfn
Port lotniczy Raufarhöfn (isl. Raufarhöfnflugvöllur, IATA: RFN, ICAO: BIRG) – islandzki port lotniczy zlokalizowany w miejscowości Raufarhöfn.